# Theo Janssen
Nezaměňovat s nizozemským umělcem jménem Theo Jansen (* 1948).
Theo Janssen (* 27. července 1981, Arnhem, Nizozemsko) je bývalý nizozemský fotbalový záložník a reprezentant. Mimo Nizozemska hrál v Belgii.
V roce 2011 získal ocenění Fotbalista roku Nizozemska.

## Klubová kariéra
Kariéru zahájil a ukončil v arnhemském klubu Vitesse. Mezitím hrál v klubech KRC Genk, FC Twente a AFC Ajax.

## Reprezentační kariéra
V A-mužstvu nizozemské fotbalové reprezentace debutoval 16. 8. 2006 v přátelském zápase v Dublinu proti domácímu týmu Irska (výhra 4:0).
Celkem odehrál v letech 2006–2011 za nizozemský národní tým 5 zápasů, branku nevstřelil.
Zápasy Theo Janssena v A-mužstvu Nizozemska
| Rok    | Zápasy | Góly |
| ------ | ------ | ---- |
| 2006   | 2      | 0    |
| 2010   | 2      | 0    |
| 2011   | 1      | 0    |
| Celkem | 5      | 0    |